# 순당무
순당무(본명: 전수진, 2001년 7월 30일)는 대한민국의 인터넷 방송인이다. 오빠는 인터넷방송인으로 활동하고 있는 과로사이다. 방송 후 컨텐츠는 롤이다.
본래 과로사의 동생으로 화제를 모았으며 2021년 6월, 챌린저 랭크를 달성해 여성 챌린저로 화제를 모았다.
2022년에는 리브 샌드박스에 들어가면서 프로게이머 생활을 하기도 했으나 1년만에 팀을 나왔다.
파키스탄 혼혈이며 파키스탄 이름은 세이예드 파티마 헤더이다.